# Joseph A. Singh
Joseph A. Singh (gest. 1941) war ein indischer Missionar, der in Medinipur (Midnapore) wirkte und ein lokales Waisenhaus leitete. Er war Verfasser eines Tagebuches über die sogenannten Wolfskinder von Midnapore, das später von dem Anthropologen Robert M. Zingg nach weiteren Recherchen veröffentlicht wurde und nicht unumstritten blieb.